# Pterolophia collartiana
Pterolophia collartiana là một loài bọ cánh cứng trong họ Cerambycidae.